# Église Saint-Donat (Zadar)
Pour les articles homonymes, voir Saint-Donat.
L'église Saint-Donat est une ancienne église catholique de style préroman à plan circulaire, commencée au IXe siècle, située à Zadar (Croatie). 
L'église, aujourd'hui désacralisée, est utilisée comme salle de spectacles pour des concerts de musique sacrée et médiévale. 

## Histoire
Son nom se réfère à saint Donat de Zadar, qui commença la construction de cette église au IXe siècle. L'église a été construite sur les fondations du forum romain et ses pierres ont été réutilisées.
Consacrée à l'origine à la sainte Trinité, elle fut rebaptisée au XVe siècle du nom de Saint-Donat.

## Description
L'église Saint-Donat est la plus grande construction préromane de Croatie et aussi l'une des plus impressionnantes églises à plan central de l'Europe carolingienne. 
La salle centrale, surmontée d'une galerie, est entourée d'un déambulatoire circulaire et de trois absides. Elle était jadis couverte d'un dôme.  
La forme circulaire est typique de l'architecture byzantine en Dalmatie.

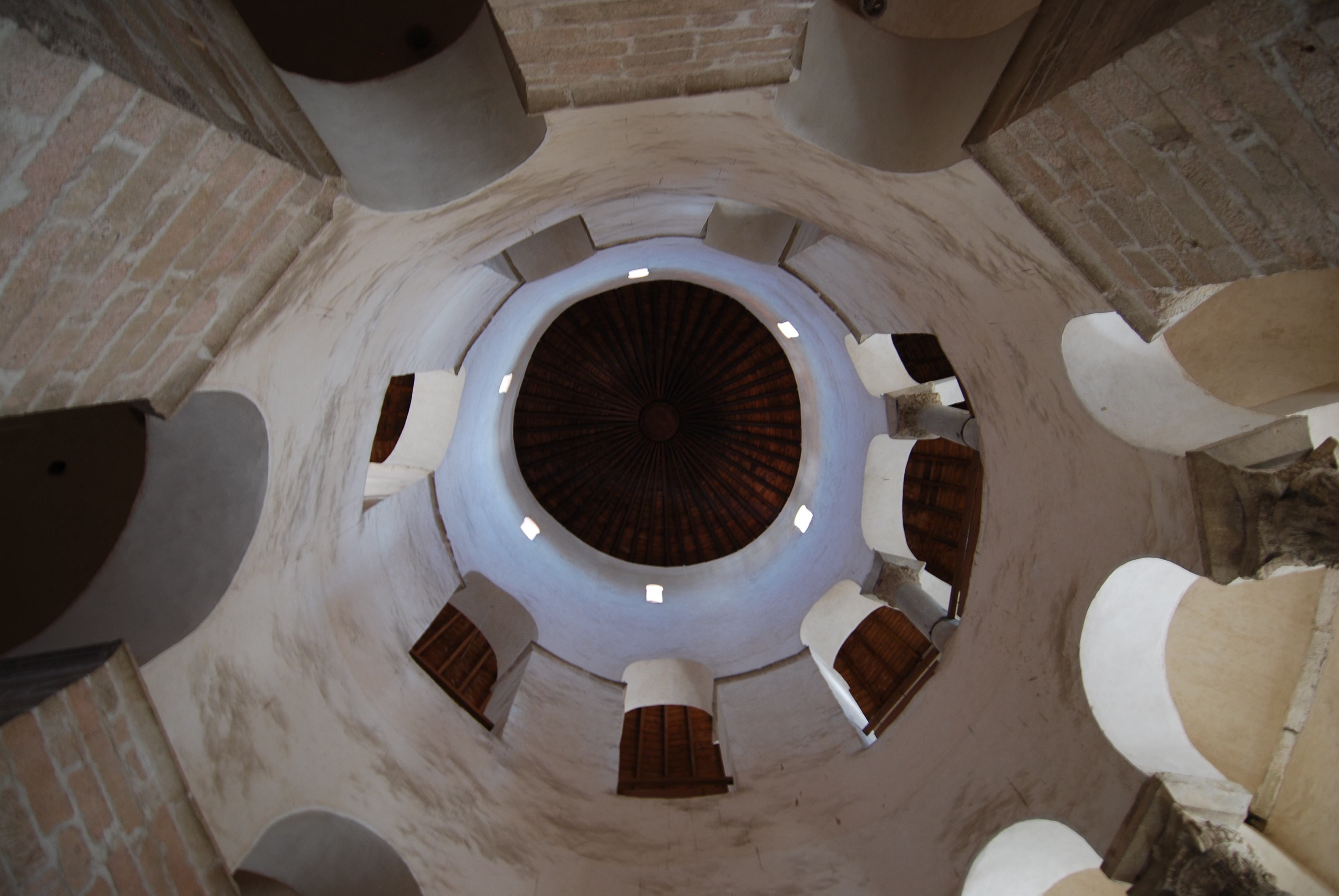
Galerie et coupole de Saint-Donat.
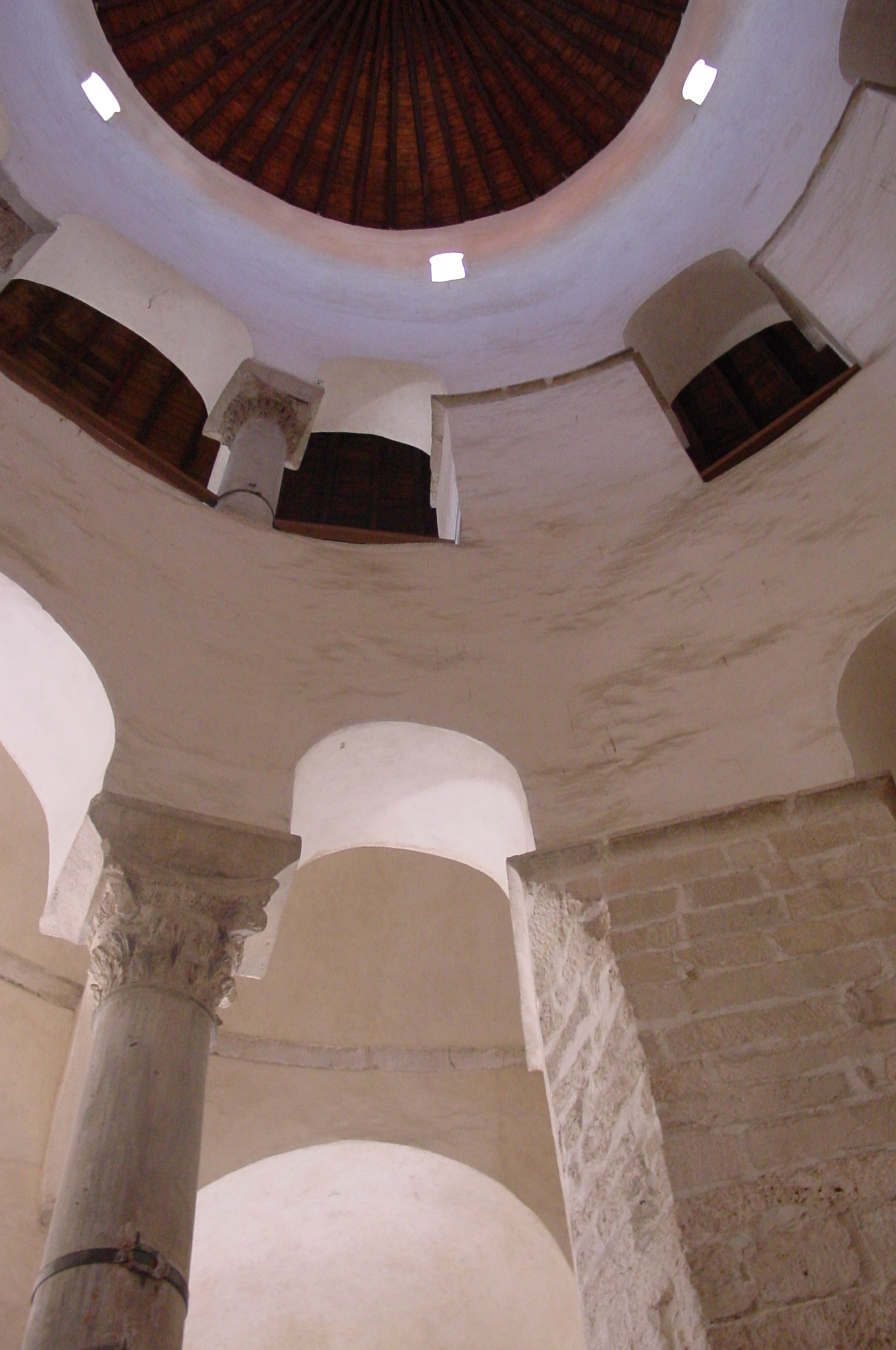
Galerie et coupole de Saint Donat
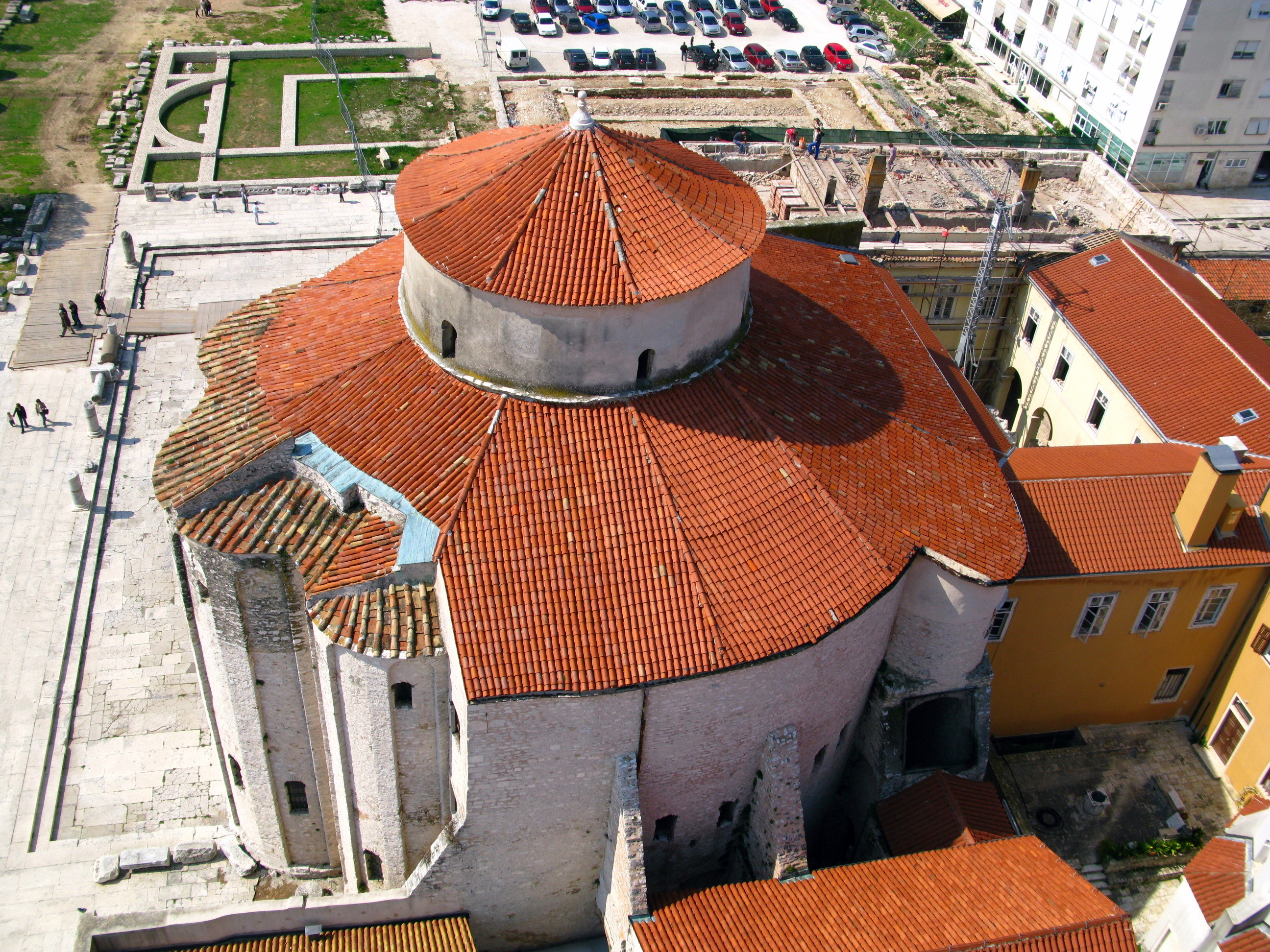
Vue plongeante depuis le clocher de la cathédrale Sainte-Anastasie contiguë.
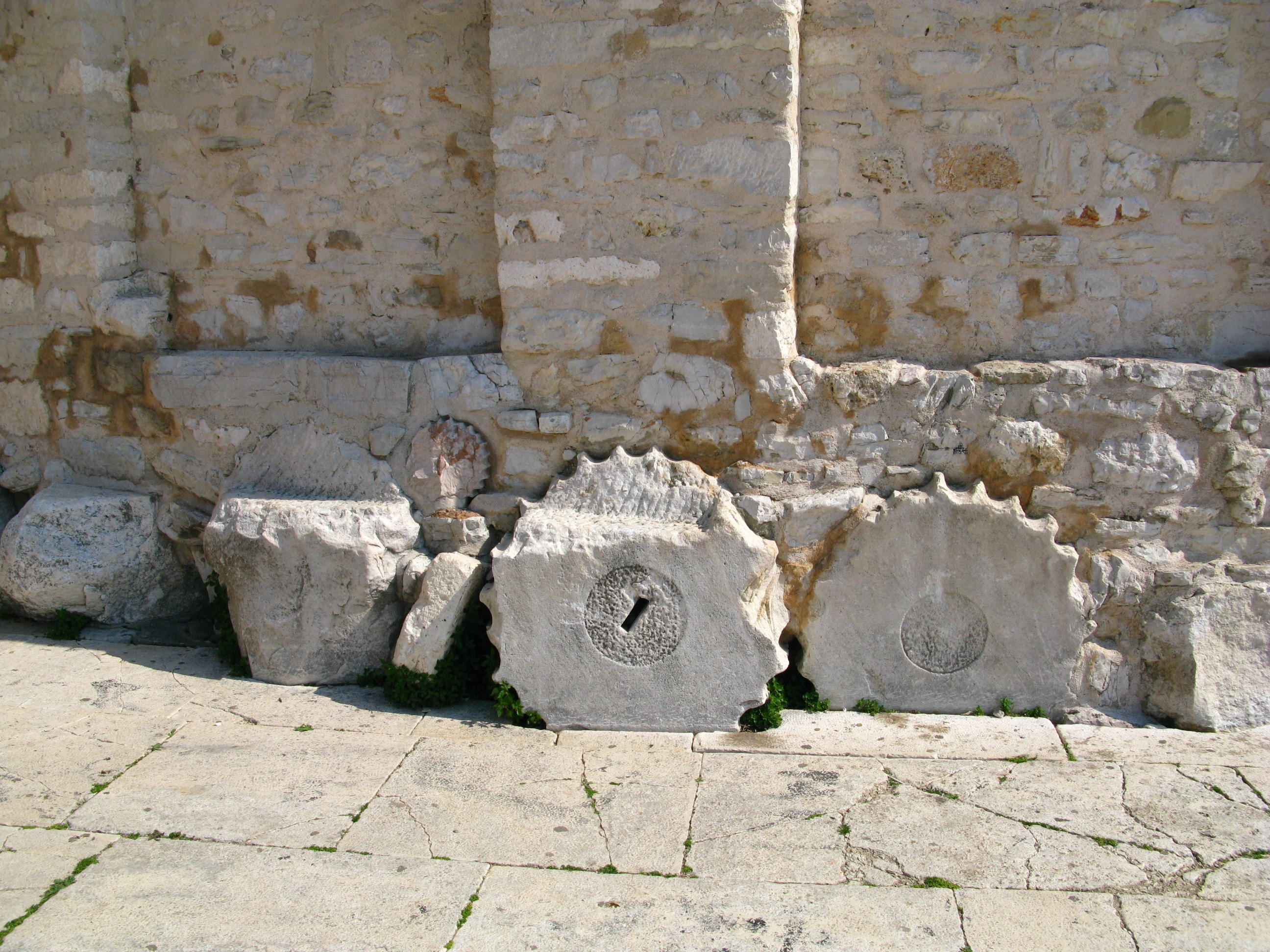
Le forum romain est juste au niveau inférieur.
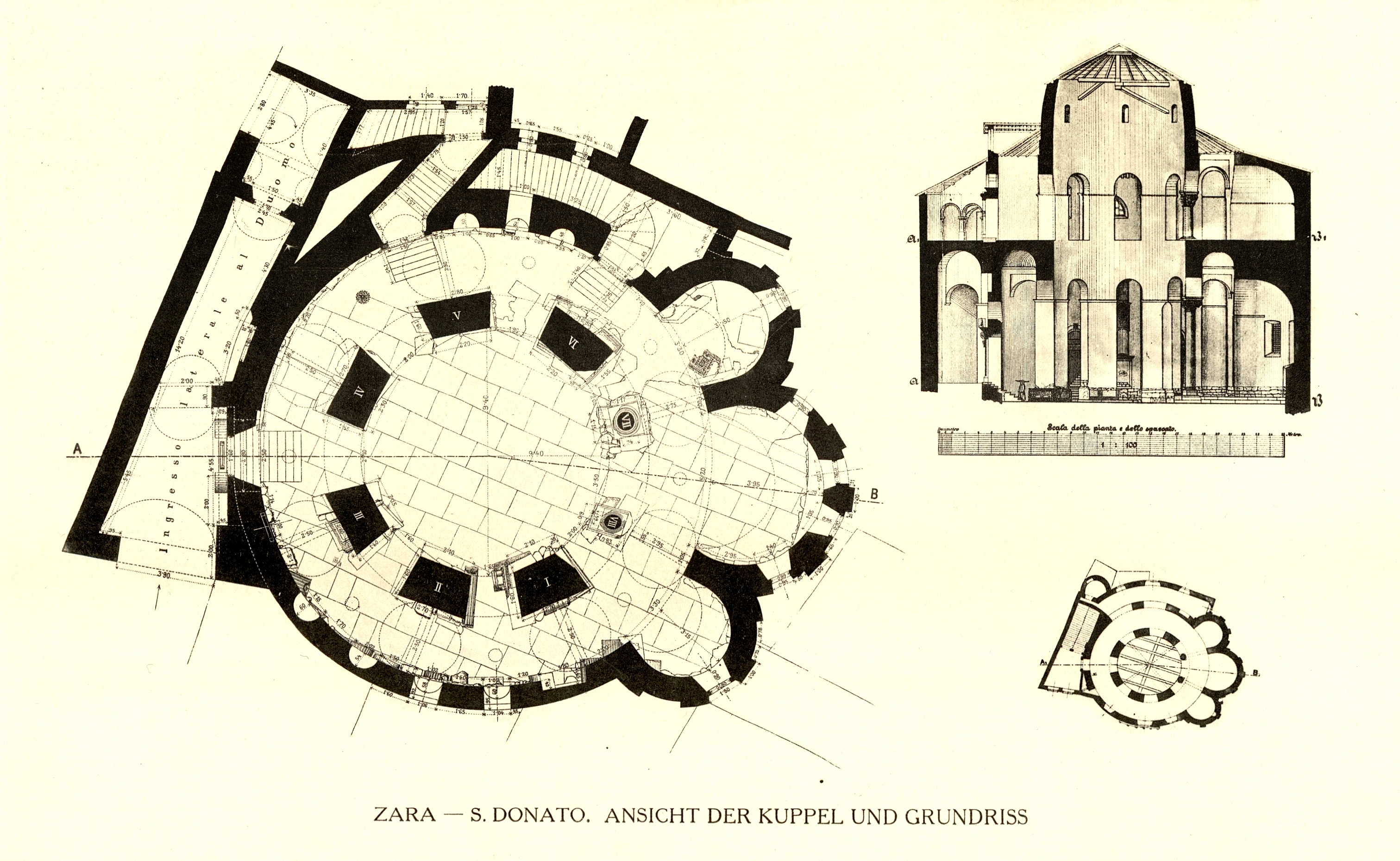
Plan de l'église Saint Donat
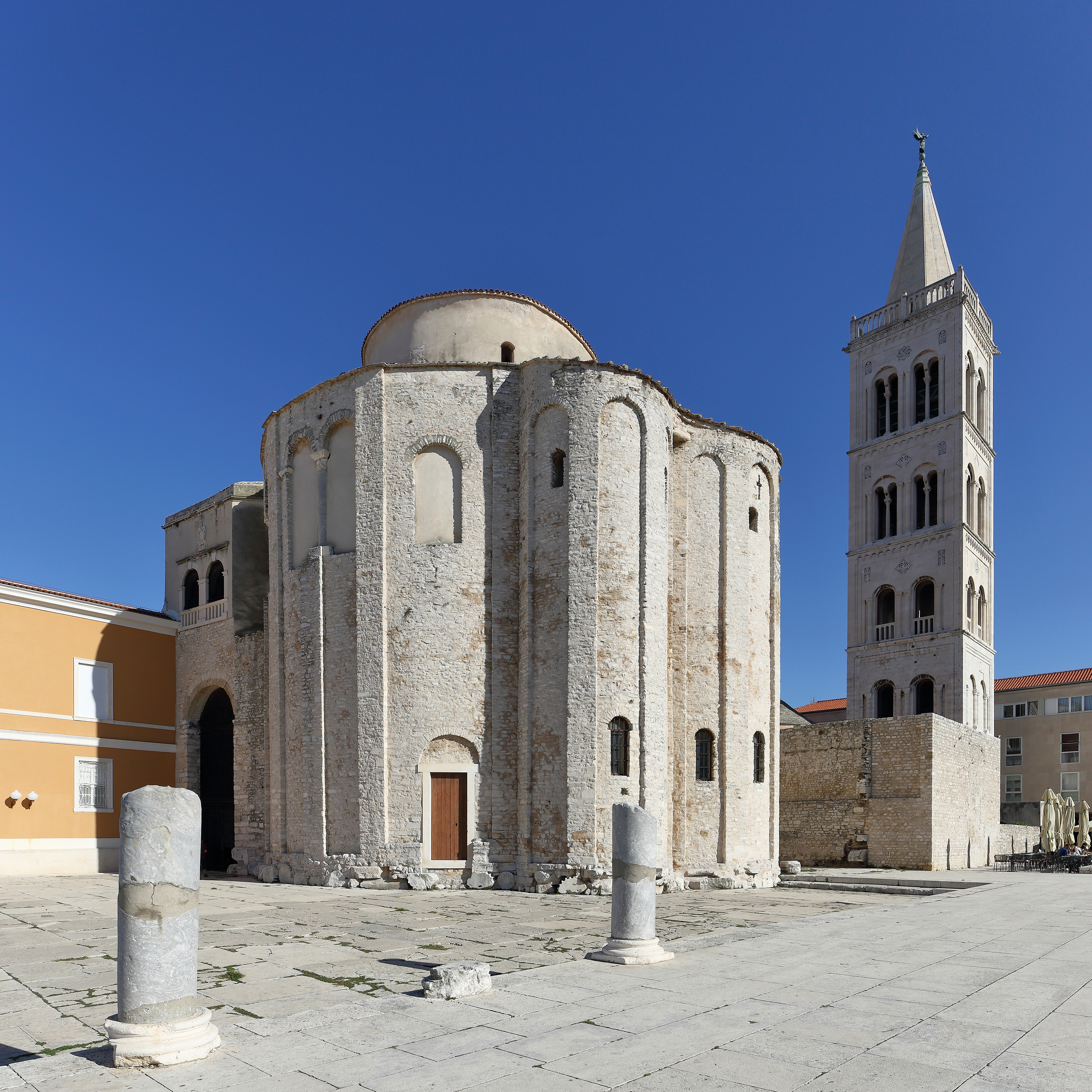
Vue extérieure

## Concerts et festivals
La salle n'a plus de fonction religieuse, mais son excellente acoustique a fait d'elle une salle de concerts. Elle accueille chaque année le « Festival international de musique médiévale et de la Renaissance », connu aussi sous le nom de « Soirées musicales de Saint-Donat ».